# Godfrey Thoma
Godfrey Awaire Thoma (ur. 22 stycznia 1957) – nauruański polityk i działacz sportowy, przewodniczący Parlamentu Nauru w 2003, 2010 oraz w 2013.
Po raz pierwszy dostał się do parlamentu w 1995. Reelekcję uzyskiwał w każdych kolejnych wyborach aż do 2007, kiedy to znalazł poza Radą Ustawodawczą. W wyborach z kwietnia 2008 i 2010, a także z czerwca 2010 ponownie uzyskał mandat deputowanego, jednak w 2013 roku, ponownie znalazł się poza izbą (jego miejsce zajął Aaron Cook).
6 maja 2003 został wybrany przewodniczącym parlamentu, jednak już dzień później zrezygnował ze stanowiska. Był ministrem w gabinetach René Harrisa (sprawiedliwość i zasoby morskie) i Ludwiga Scotty'ego (sprawiedliwość, rybołówstwo i zasoby naturalne, imigracja i osadnictwo, sport). W parlamencie XVIII kadencji (2008 - 2010) pełnił funkcję przewodniczącego Komitetu Przywilejów. 13 maja 2010 w szóstej turze głosowań został ponownie wybrany przewodniczącym Rady Ustawodawczej. 18 maja 2010 zrezygnował, pragnąc zapobiec sformowaniu rządu przez Marcusa Stephena. W utworzonym w połowie listopada 2011 rządzie Sprenta Dabwido objął funkcję ministra transportu, odpowiedzialnego również za Republic of Nauru Phosphate Company. 25 kwietnia 2013 po raz trzeci objął stanowisko przewodniczącego parlamentu.
Działa w Nauruańskiej Federacji Tenisa Stołowego.